# Ermita de Sant Roc de Xèrica
L'Ermita de Sant Roc de Xèrica a la comarca de l'Alt Palància al País Valencià) és un edifici religiós construït el segle xiii pels mestres picapedrers Pasqual Julve i Pere Bonarés, seguint l'estil gòtic de reconquesta. Està protegit com a Bé d'Interès Cultural des del 18 de juny de 1998.
Està ubicada al carrer de la Cort de la vila de Xèrica, en la part baixa del castell, dintre del recinte emmurallat i damunt la mesquita principal. A la primeria del segle xiii s'hi havia edificat una església amb volta de canó apuntada. Es va dedicar a sant Roc, un sant molt popular que se celebra a 155 municipis dels Països Catalans. Posteriorment, una vegada abandonada l'obra, es cobreix amb sostre de fusta en vessants a dues aigües, per a impedir la ruïna de l'edifici. El 1384 es contracten les obres de l'església gòtica, amb absis poligonal i creuer, que embolica la primitiva església.
L'actual aspecte de l'edifici respon a les diverses intervencions. És de planta irregular a causa de les posteriors annexions i d'accés lateral a la nau on se situa actualment l'altar major. Lateralment a aquesta nau, el primer tram de la qual està cobert mitjançant volta de creueria, està situat l'absis poligonal, en la façana frontal del qual frontal s'obre un buit apuntat. Enfront de l'absis, els arcs apuntats donen inici -a partir de la tercera crugia- a la nau preexistent.
El cos principal està construït en l'estil gòtic de Reconquesta, dels pocs exemples que en resten a tot el territori valencià i la capçalera, d'estil gòtic inicial. La importància d'aquesta ermita resideix en el fet de poder contemplar-hi el pas de l'art àrab al gòtic.